# 7388 Marcomorelli
7388 Marcomorelli eller 1982 FS3 är en asteroid i huvudbältet som upptäcktes den 23 mars 1982 av den belgiske astronomen Henri Debehogne vid La Silla-observatoriet. Den är uppkallad efter Marco Morelli.
Asteroiden har en diameter på ungefär 25 kilometer.